# Чога Занбил
Чога Занбил (на персийски: چغازنبيل; чога означава хълм) е древен еламски религиозен компплекс в провинция Хузестан, Иран.
Руините на свещения град на царството на Елам са включени в Списъка на световното културно и природно наследство на ЮНЕСКО през 1979 г.
Зикуратът е сред най-характерната архитектурна особеност на месопотамската цивилизация. Той е сред малкото съществуващи зикурати извън Месопотамия и най-голямата по рода си структура в Иран и Близкия изток. Намира се на 42 км югозападно от Дезфул, на 30 км западно от Суза и на 80 км северно от Ахваз.
Чога Занбил е построен около 1250 г. пр.н.е. от цар Унташ-Напириша, главно за да почете великия бог Иншушинак. Еламското му име е Дур-Унташ, което означава град на Унташ, но е малко вероятно някога там да са живели много хора, освен свещеници и слуги. Днес структурата е известна с персийското си име Чога Занбил.
Комплексът е защитен от 3 концентрични стени, които определят основните райони на „града“. Вътрешното пространство е изцяло заето от голям зикурат, посветен на главния бог, и е построен върху по-ранен квадратен храм със складови помещения, построени също от Унташ-Напириша.
Основните строителни материали на Чога Занбил са кални и печени тухли. Монументите са декорирани с гланцирани печени тухли, гипс и орнаменти от фаянс и стъкло.
Средната площ съдържа 11 храма за второстепенните богове. Смята се, че първоначално са били планирани 22 храма, но царят умира, преди да могат да бъдат завършени, а неговите наследници преустановяват строежа. Във външната част има царски дворци, погребален дворец, съдържащ 5 подземни царски гробници.